# Leichtathletik-Europameisterschaften 1990/Diskuswurf der Frauen

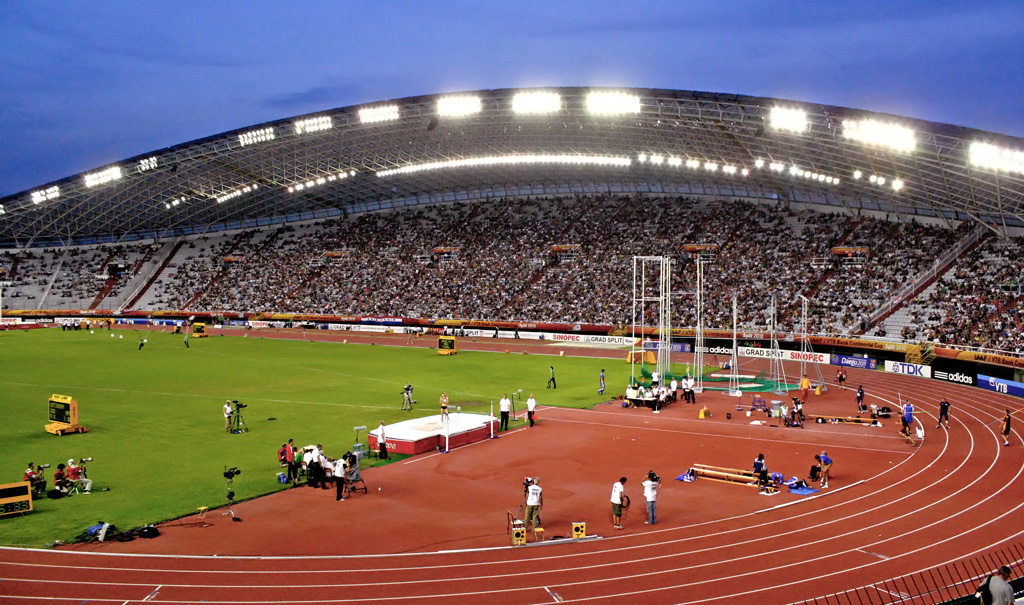
Das Stadion Poljud von Split im Jahr 2010

Mit Gold und Bronze errangen die Werferinnen aus der DDR in diesem Wettbewerb zwei Medaillen. Europameisterin wurde Ilke Wyludda. Sie gewann vor Olga Burowa aus der Sowjetunion. Bronze ging an die amtierende Weltmeisterin, Olympiasiegerin von 1988 und EM-Dritte von 1986 Martina Hellmann, frühere Martina Opitz, die auch bereits 1983 Weltmeisterin geworden war.

## Bestehende Rekorde
| Weltrekord           | 76,80 m | Gabriele Reinsch | Neubrandenburg, DDR (heute Deutschland) | 9. Juli 1988    |
| Europarekord         | 76,80 m | Gabriele Reinsch | Neubrandenburg, DDR (heute Deutschland) | 9. Juli 1988    |
| Meisterschaftsrekord | 71,36 m | Diana Sachse     | EM Stuttgart, BR Deutschland            | 28. August 1986 |

Der bestehende EM-Rekord wurde bei diesen Europameisterschaften nicht erreicht. Die größte Weite erzielte Europameisterin Ilke Wyludda aus der DDR im Finale mit 68,46 m, womit sie 2,90 m unter dem Rekord blieb. Zum Welt- und Europarekord fehlten ihr 8,34 m.

## Legende
Kurze Übersicht zur Bedeutung der Symbolik – so üblicherweise auch in sonstigen Veröffentlichungen verwendet:
| NM  | keine Weite (no mark) |
| ogV | ohne gültigen Versuch |

## Qualifikation
28. August 1990
Sechzehn Wettbewerberinnen traten in zwei Gruppen zur Qualifikationsrunde an. Sieben von ihnen (hellblau unterlegt) übertrafen die Qualifikationsweite für den direkten Finaleinzug von 60,00 m. Damit war die Mindestzahl von zwölf Finalteilnehmerinnen nicht erreicht. Das Finalfeld wurde mit den fünf nächstplatzierten Sportlerinnen (hellgrün unterlegt) auf zwölf Werferinnen aufgefüllt. So reichten für die Finalteilnahme schließlich 54,06 m.

### Gruppe A
| Platz | Name                | Nation         | Weite (m) |
| ----- | ------------------- | -------------- | --------- |
| 1     | Olga Burowa         | Sowjetunion    | 64,56     |
| 2     | Martina Hellmann    | DDR            | 63,62     |
| 3     | Elina Swerawa       | Sowjetunion    | 60,24     |
| 4     | Ursula Kreutel      | BR Deutschland | 59,88     |
| 5     | Mette Bergmann      | Norwegen       | 55,58     |
| 6     | Manuela Tîrneci     | Rumänien       | 52,68     |
| 7     | Ursula Weber        | Österreich     | 50,26     |
| 8     | Jacqueline McKernan | Großbritannien | 48,12     |

### Gruppe B
| Platz | Name                | Nation         | Weite (m) |
| ----- | ------------------- | -------------- | --------- |
| 1     | Ilke Wyludda        | DDR            | 65,00     |
| 2     | Iryna Jattschanka   | Sowjetunion    | 63,34     |
| 3     | Gabriele Reinsch    | DDR            | 62,98     |
| 4     | Zwetanka Christowa  | Bulgarien      | 60,26     |
| 5     | Dagmar Galler       | BR Deutschland | 59,40     |
| 6     | Agnese Maffeis      | Italien        | 56,46     |
| 7     | Marie-Paule Geldhof | Belgien        | 54,06     |
| 8     | Teresa Machado      | Portugal       | 51,78     |

## Finale

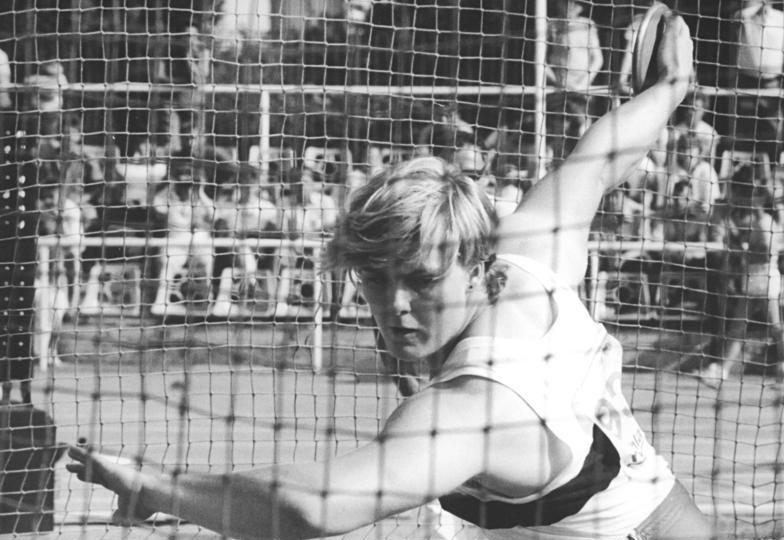
Ilke Wyludda, am Beginn einer erfolgreichen Karriere, setzte sich gegen die starke Gegnerschaft vor allem aus dem eigenen Land durch und wurde Europameisterin

29. August 1990
| Platz | Name                | Nation         | Weite (m) |
| ----- | ------------------- | -------------- | --------- |
| 1     | Ilke Wyludda        | DDR            | 68,46     |
| 2     | Olga Burowa         | Sowjetunion    | 66,72     |
| 3     | Martina Hellmann    | DDR            | 66,66     |
| 4     | Gabriele Reinsch    | DDR            | 66,08     |
| 5     | Iryna Jattschanka   | Sowjetunion    | 65,16     |
| 6     | Elina Swerawa       | Sowjetunion    | 63,88     |
| 7     | Ursula Kreutel      | BR Deutschland | 63,28     |
| 8     | Dagmar Galler       | BR Deutschland | 62,08     |
| 9     | Agnese Maffeis      | Italien        | 58,36     |
| 10    | Zwetanka Christowa  | Bulgarien      | 56,30     |
| 11    | Marie-Paule Geldhof | Belgien        | 54,90     |
| NM    | Mette Bergmann      | Norwegen       | ogV       |

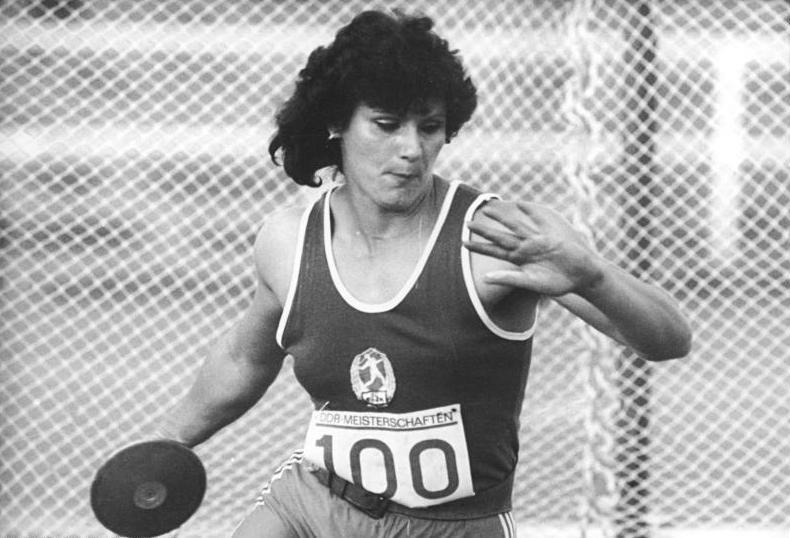
Bronze für die in den letzten Jahren stärkste Diskuswerferin Martina Hellmann, Weltmeisterin 1983/1987, Olympiasiegerin 1988 und EM-Dritte 1986
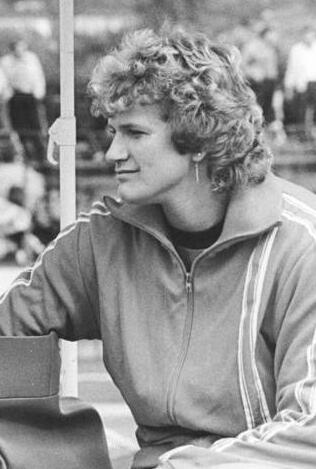
Die Weltrekordinhaberin Gabriele Reinsch blieb als Vierte ohne Medaille
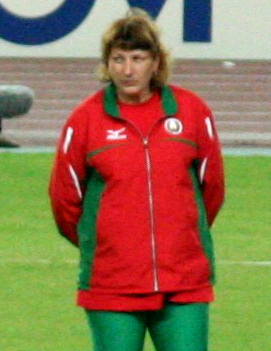
Iryna Jattschanka belegte Rang fünf – später hatte sie große Erfolge, war allerdings auch von Dopingproblemen belastet
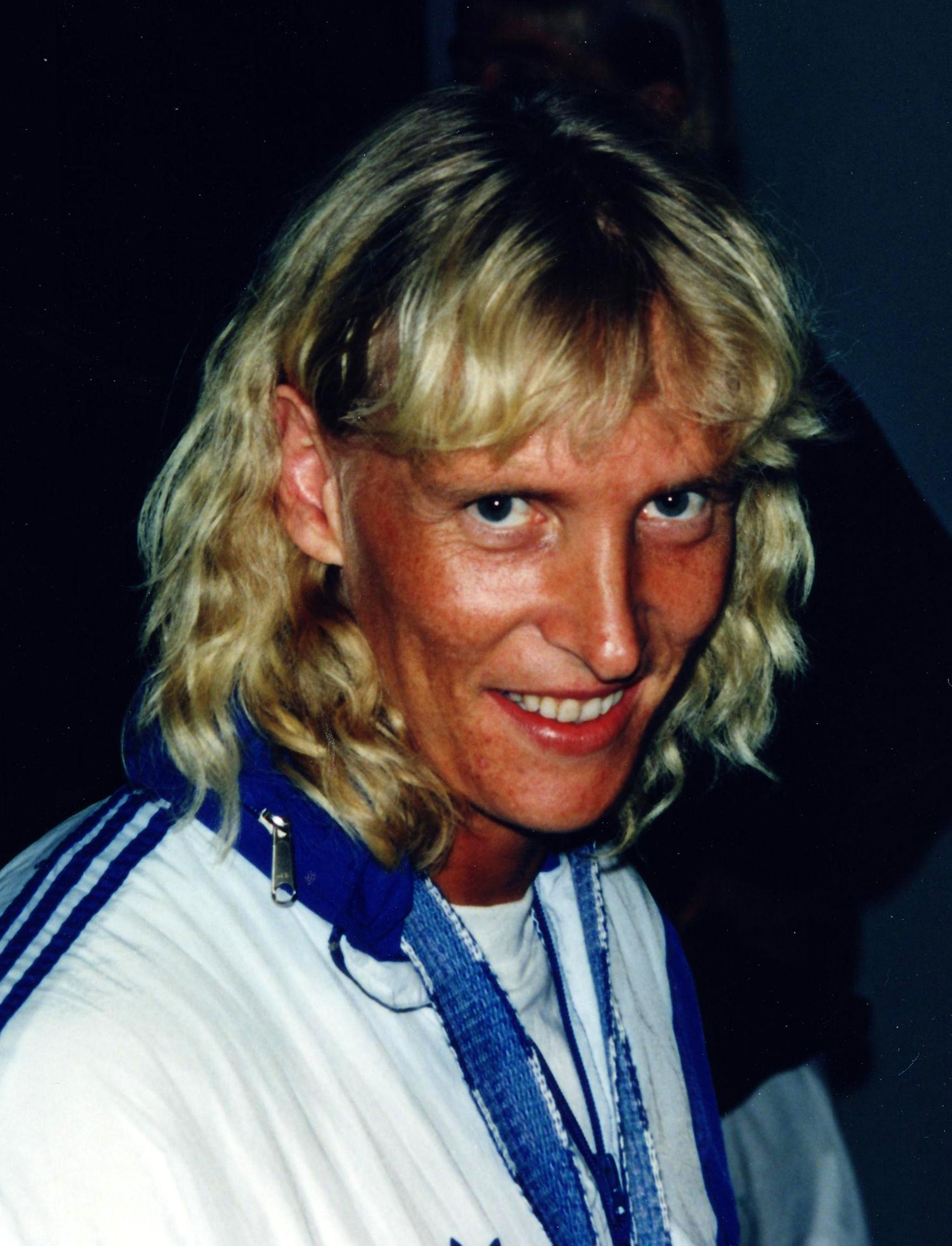
Mette Bergmann blieb in diesem Finale ohne gültigen Versuch

## Videolinks
- 2882 European Track & Field 1990 Split Discus Ilke Wyludda, www.youtube.com, abgerufen am 30. Dezember 2022
- 2907 European Track & Field 1990 Split Discus Ilke Wyludda, www.youtube.com, abgerufen am 30. Dezember 2022
- 2895 European Track & Field 1990 Split Discus Olga Burova, www.youtube.com, abgerufen am 30. Dezember 2022
- 2894 European Track & Field 1990 Split Discus Martina Hellmann, www.youtube.com, abgerufen am 30. Dezember 2022